# Philippe Junot
Philippe Junot (Parijs, 19 april 1940) is een Frans zakenman en investeerder.
Hij trouwde in 1978 met prinses Caroline van Monaco, dochter van Reinier III van Monaco en prinses Grace. Laatstgenoemde was zeer fel gekant tegen het huwelijk van haar oudste dochter met deze playboy, zoals hij toen bekendstond.
Het huwelijk duurde twee jaar, het paar scheidde in 1980, nadat Caroline Junot had beschuldigd van overspel. Volgens Junot was het echter Caroline zelf die overspel had gepleegd en was de combinatie van haar overspel en de constante bemoeienis van haar ouders de aanleiding voor de echtscheiding.
Het Vaticaan erkende de echtscheiding pas in 1992. Junot hertrouwde in 1988 met Nina Wendelboe-Larsen, een Frans fotomodel, van wie hij eveneens scheidde. Met haar kreeg hij drie kinderen. Met fotomodel Helén Wendel kreeg hij een dochter. 
Junot zou een slachtoffer zijn van de oplichtingspraktijken van Bernard Madoff, wiens financiële imperium in 2008 instortte.